# Wahld
Wahld is een plaats in de Duitse gemeente Hellenthal, deelstaat Noordrijn-Westfalen en telt 24 inwoners (2006).